# Werauhia lyman-smithii
Werauhia lyman-smithii là một loài thuộc chi Werauhia. Đây là loài đặc hữu của Costa Rica.